# 線形累積損傷則

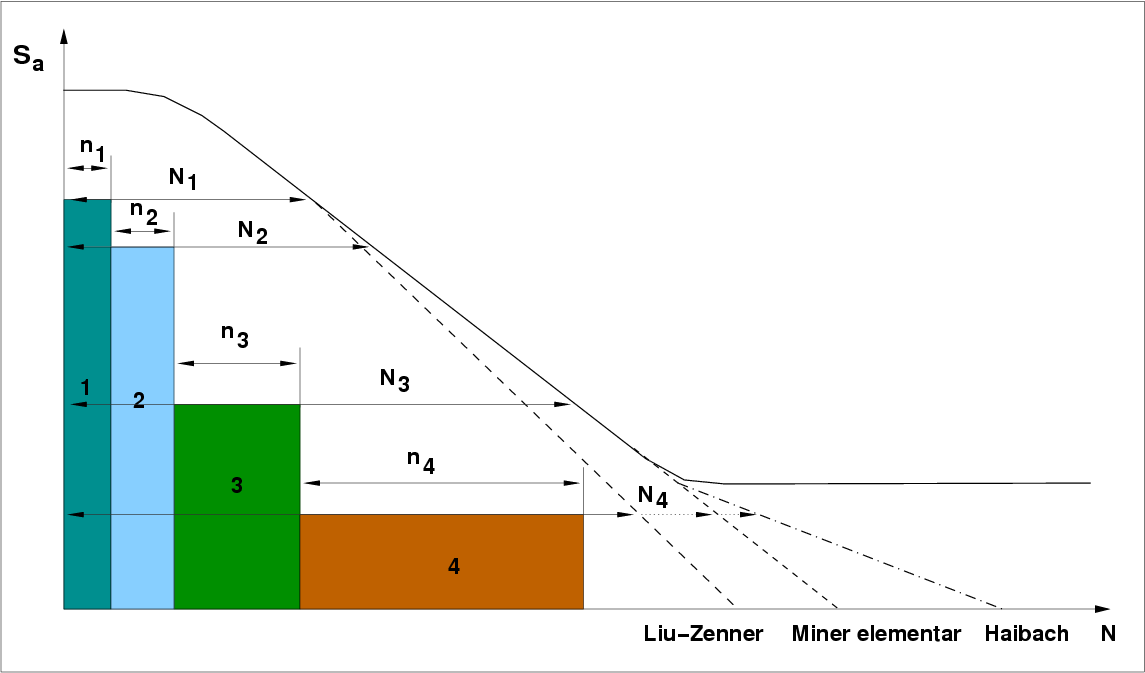
線形累積損傷則の概要
縦軸：一定応力振幅の繰返し応力、横軸：破断繰り返し数

線形累積損傷則（せんけいるいせきそんしょうそく、linear cumulative damage rule, linear cumulative damage hypothesis）とは、材料の疲労において、物体が一定波形ではない変動応力を受けるときに、疲労破壊までの寿命を予測する経験則である。
対象となる材料のS-N曲線における一定応力振幅の繰返し応力 σi に対する破断繰り返し数を Ni とする。この材料の物体に、σiが単独で破断繰り返し数以下で ni 回繰り返されたとき、このときの疲労損傷度(liner cumulative damage)を ΔDi で表す。
{\displaystyle \Delta D_{i}={\frac {n_{i}}{N_{i}}}}
さらに、様々な異なる応力振幅のk個の繰返し応力 σ1, σ2, … σi, … σk が、それぞれ単独に n1, n2, … ni, … nk 回繰り返されたとする。この物体に累積した疲労損傷 D を各疲労損傷 ΔD1, ΔD2, … ΔDi, … ΔDk の線形和で表せば、
{\displaystyle D=\sum _{i=1}^{k}\Delta D_{i}=\sum _{i=1}^{k}{\frac {n_{i}}{N_{i}}}}
となり、D が以下のように1に達したときに疲労破壊に至ると考えるのが線形累積損傷則の基本的考え方である。
{\displaystyle D=\sum _{i=1}^{k}{\frac {n_{i}}{N_{i}}}=1}
以上の寿命予測方法は1924年にパルムグレン(Palmgren)により発表され、1945年にマイナー(Miner)により広められたため、パルムグレン-マイナー則(Palmgren-Miner rule)あるいは単にマイナー則(Miner's rule)と呼ぶ。
マイナー則では、疲労限度以下の応力振幅については、破断応力は Ni = ∞ と考えて疲労損傷に影響を与えないとしている。しかし、変動応力下では疲労限度以下の応力でも疲労損傷を増加させる場合があるため、S-N曲線の時間強度部分をそのまま直線で疲労限度以下まで延長した修正マイナー則(modified Miner's rule)が実際には良く使用されている。
線形累積損傷則を利用して寿命を予測するには、実働応力の応力頻度分布（発生する σi とそれに対するni の組）を求める必要がある。このために種々の応力頻度計数法が提案されており、遠藤らにより提案されたレインフロー法が良く使用されている。